# Clase Le Triomphant
La  clase Le Triomphant es el nombre de la clase de submarinos de nueva generación de propulsión nuclear (SNLE-NG) de la Marina Nacional francesa. Actualmente estos submarinos son la parte naval de la disuasión nuclear francesa, conocida como Force de frappe. Esta planificado que estos submarinos funcionen hasta el 2035, cuando serán sustituidos progresivamente por la nueva clase SNLE 3G, aún en desarrollo.

## Antecedentes
Esta clase de submarinos es 10 metros más larga, dos metros más ancha y supera en cuatro mil toneladas el desplazamiento de la clase Le Redoutable. Al final de la Guerra Fría, se redujo a cuatro unidades en lugar de las seis planificadas originalmente. El costo de todo el programa, incluida la investigación y el desarrollo, se estima en 9788 millones de euros (valor de 1986).

## Tecnología

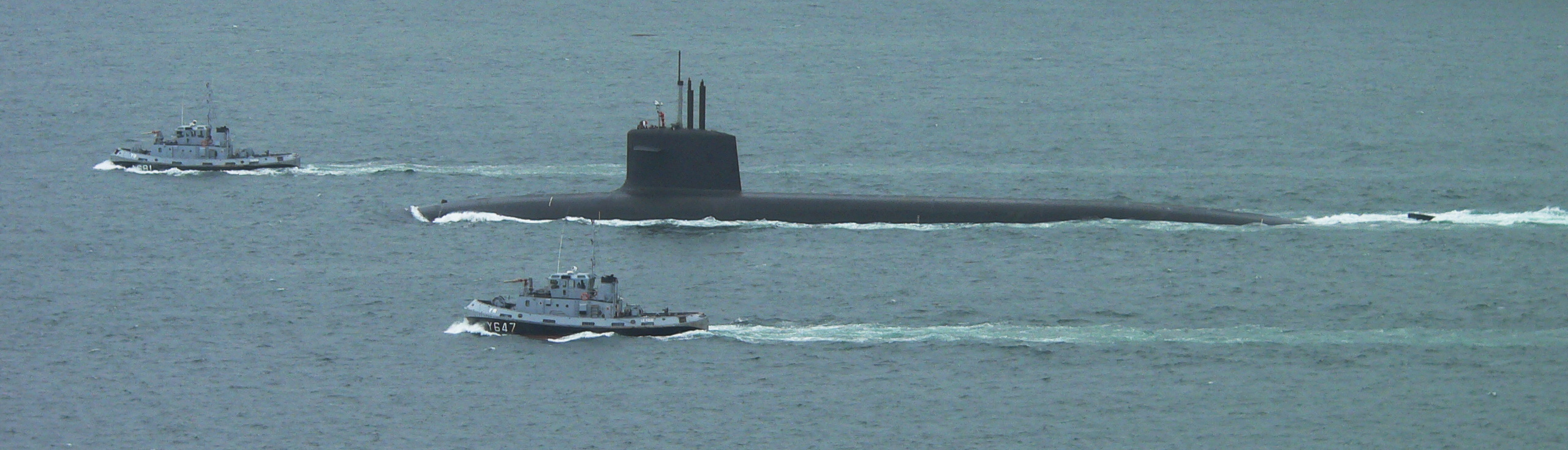
Le Terrible en 2008.

El diseño del Triomphant utilizó las últimas innovaciones en varios materiales. Hay suspensiones de pesados a bordo que nunca vieron la luz en el sector civil porque el costo de producción era demasiado alto. Más grande, más rápido, mucho más silencioso que sus predecesores, Le Triomphant también tiene un sistema de escucha 10 veces más sensible.

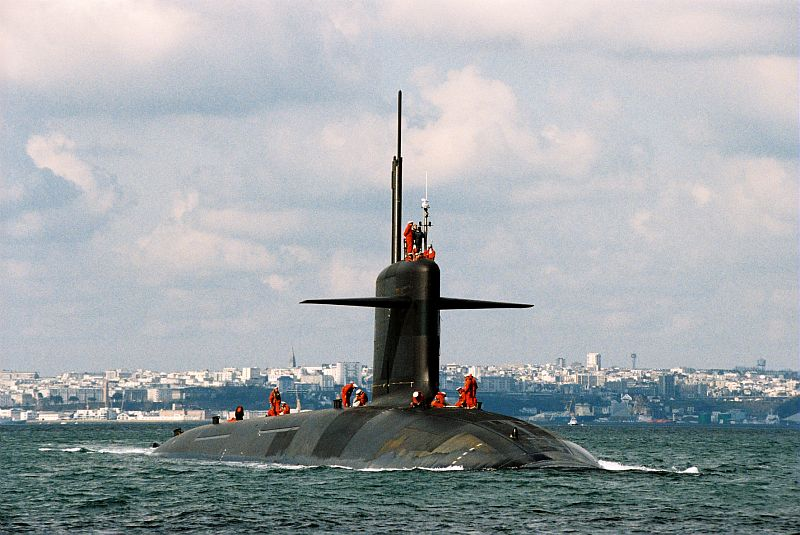
Le Vigilant, fecha desconocida.

Le Triomphant es el primer submarino francés equipado con una hélice bomba carenada, un sistema que funciona en el reflujo de agua que evita la cavitación, inspirado en los reactores de los aviones. El casco tiene un recubrimiento anecoico que absorbe las ondas del sonar. Estas tecnologías le proporcionan un nivel excepcional de sigilo. Según los informes, esta clase produce aproximadamente 1/1000 del ruido detectable de los barcos de clase Le Redoutable.

Su reactor nuclear de agua a presión, llamado K15, tiene una capacidad de 150 MW. Esta desarrollado por la compañía Technicatome con la ayuda de un reactor prototipo para investigación ubicado en Cadarache.
Su casco está hecho de acero 100 HLES, resistente a presiones de 100 kg/mm², fabricado por Industeel en su emplazamiento en Le Creusot.
Su tripulación de 110 hombres incluye alrededor de 20 ingenieros atómicos.
Inicialmente los tres primeros submarinos de la serie fueron equipados al inicio de su vida con el misil M45, que luego fue reemplazado por el M51 (el último, Le Terrible, directamente empezó con el M51).

## Historial de servicio
El 3 de febrero o el 4 de febrero de 2009, Le Triomphant chocó con el submarino HMS Vanguard de la Marina Real Británica; el submarino de la Royal Navy recibió daños en la carcasa exterior en el área del compartimento de misiles en el lado de estribor (derecho) y sufrió abolladuras y raspaduras muy visibles. Se informó que Le Triomphant se dirigió a Brest por sus propios medios, sumergido, pero con daños en su cúpula de sonar activa debajo de su proa.

## Componentes de la clase
| N°    | Nombre        | Puesta en grada         | Botadura                 | Entrada en servicio      |
| ----- | ------------- | ----------------------- | ------------------------ | ------------------------ |
| S 616 | Le Triomphant | 9 de junio de 1986      | 26 de marzo de 1994      | 21 de marzo de 1997      |
| S 617 | Le Téméraire  | 18 de diciembre de 1993 | 21 de enero de 1998      | 23 de diciembre de 1999  |
| S 618 | Le Vigilant   | enero de 1996           | 19 de septiembre de 2003 | 26 de noviembre de 2004  |
| S 619 | Le Terrible   | 24 de octubre de 2000   | 21 de marzo de 2008      | 20 de septiembre de 2010 |